# Barbara Tóth

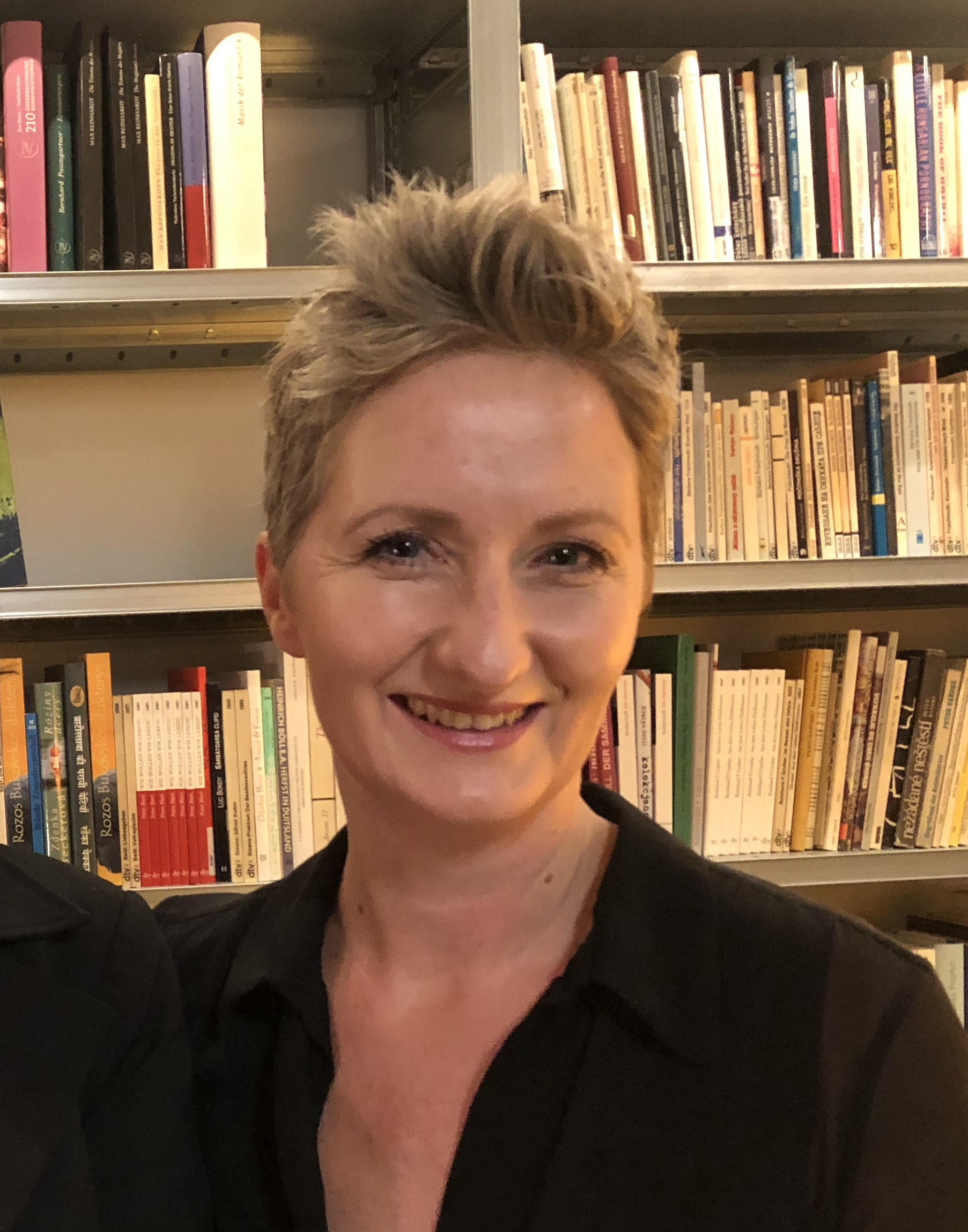
Barbara Tóth (2017)

Barbara Tóth (* 8. Oktober 1974 in Wien) ist eine österreichische Journalistin, Autorin und Historikerin.

## Leben und Leistungen
Die Tochter einer gebürtigen Tschechin und eines Ungarn begann ihre journalistische Karriere als freie Autorin beim Nachrichtenmagazin Profil nach dem Studium der Geschichte an der Universität Wien, das sie mit einer Dissertation über die „Reder-Frischenschlager-Affäre“ abschloss. Von 2000 bis 2004 arbeitete sie als Redakteurin beim Wochenmagazin Format. Dazwischen absolvierte sie Studienaufenthalte in Prag und Berlin, wo sie für die Berliner Seiten der Frankfurter Allgemeinen Zeitung schrieb. Danach wechselte Tóth von April 2003 bis Juli 2007 als innenpolitische Redakteurin zur Tageszeitung Der Standard. Seit August 2007 schreibt sie als leitende Redakteurin in der  Stadtzeitung Falter. 2013 übernahm sie die Leitung des Politik-Ressorts im Falter, seit Oktober 2015 leitet sie die Ressorts Stadtleben und Landleben und die Seite „Politisches Buch“ und schreibt und kommentiert führend für das Ressort Politik.
Tóths Spezialgebiete sind österreichische Zeitgeschichte, insbesondere Vergangenheitspolitik, Parteiengeschichte, Eliten- und Skandalforschung, neue sozialen Bewegungen und Feminismus, österreichische Politik mit Schwerpunkt Wahlkämpfe, politische Systeme, Medienpolitik, Hegemonieforschung und Rechtspopulismus. Tóth publiziert neben politischen Analysen, Interviews und Kommentaren regelmäßig gesellschaftspolitische Reportagen und Porträts mit literarischem Anspruch. Mit ihren politischen Biografien hat sie sich einen Namen am Buchmarkt gemacht, gemeinsam mit dem Politologen Thomas Hofer gründete sie 2006 eine populärwissenschaftliche Buchreihe zu den österreichischen Nationalratswahlen und deren Wahlkämpfen.
Tóth unterrichtet Journalismus an der Fachhochschule Wien und berichtet regelmäßig für andere deutschsprachige Medien über österreichische Politik und Zeitgeschichte. Bis 2016 schrieb sie auch regelmäßig für die jüdische Zeitschrift Nu. Für das Magazin der tschechischen Tageszeitung Lidové noviny lieferte sie Beiträge aus Wien im Rahmen der Kolumne „Mitteleuropäisches Fenster“.
Barbara Tóth lebt in Wien und ist Mutter zweier Söhne.

## Publikationen
- Reifeprüfung. Prag 1989 – 25 Porträts. Czernin Verlag, Wien 2004, ISBN 3-7076-0174-9
- Karl von Schwarzenberg. Die Biografie. Ueberreuter Verlag, Wien 2005, ISBN 3-8000-7119-3
- Mit Hubertus Czernin: 1986 – Das Jahr, das Österreich veränderte. Czernin Verlag, Wien 2006, ISBN 3-7076-0088-2
- Mit Thomas Hofer (Hrsg.): Wahl 2006. Kanzler, Kampagnen, Kapriolen – Analysen zur Nationalratswahl. LIT Verlag, Wien / Berlin / Münster 2007, ISBN 978-3-8258-0147-2.
- Mit Thomas Hofer (Hrsg.): Wahl 2008. Strategien, Sieger, Sensationen. Molden, Wien/Graz/Klagenfurt 2008, ISBN 978-3-85485-235-3.
- Mit Franz Küberl: Mein armes Österreich. Und wie es reicher sein könnte. Ueberreuter Verlag, Wien 2010, ISBN 978-3-8000-7486-0.
- Mit Karel Schwarzenberg: Unterschätzen Sie nicht meine Boshaftigkeit Residenz Verlag, Wien 2011, ISBN 978-3-7017-3249-4
- Mit Thomas Hofer (Hrsg.): Wahl 2013. Macht, Medien, Milliardäre – Analysen zur Nationalratswahl. 2. Auflage. LIT, Wien / Berlin / Münster 2014, ISBN 978-3-643-50549-1.
- Mit Margit Fischer: Was wir weitergeben, Brandstätter-Verlag, Wien 2015, ISBN 978-3-85033-925-4
- Der Handschlag. Die Affäre Frischenschlager-Reder. Mit einem Nachwort von Friedhelm Frischenschlager, Studien-Verlag, Innsbruck 2017, ISBN 978-3-7065-5105-2
- Karl von Schwarzenberg. Die Biografie.Überarbeitete und aktualisierte Ausgabe. Ueberreuter Verlag, Wien 2017, ISBN 978-3-8000-7672-7
- Mit Nina Horaczek: Sebastian Kurz: Österreichs neues Wunderkind? Residenz-Verlag, Salzburg 2017, ISBN 978-3-7017-3451-1.
- Mit Thomas Hofer (Hrsg.): Wahl 2017. Loser, Leaks & Leadership. ÄrzteVerlag, Wien 2017, ISBN 978-3-9503276-4-9.
- Stiefmütter: Leben mit Bonuskindern, Residenz Verlag, Salzburg 2018, ISBN 978-3-7017-3439-9
- Mit Reinhold Mitterlehner: Haltung. Flagge zeigen in Leben und Politik. Ecowin 2019, ISBN 978-3-7110-0239-6
- Mit Thomas Hofer (Hrsg.): Wahl 2019. Strategien, Schnitzel, Skandale. Ecowin, Salzburg 2019, ISBN 978-3-7110-0254-9.
- Mit Thomas Hofer (Hrsg.): Wahl 2024. Krisen, Kickl, Kanzlerkiste. Goldegg Verlag GmbH, Wien 2024, ISBN 978-3-9906047-2-4.

## Monographien, Editionen, Sammelwerke
- In der Demographiedebattenfalle. In: Die Gerechtigkeitslücke. Generationengerechtigkeit auf dem Prüfstand. Herausgegeben von Silvia Fuhrmann, Edition Atelier Wien 2007, ISBN 978-3-902498-19-9
- Zeitgeschichte und Journalismus. Reflexionen über das Verhältnis zweier korrespondierender Disziplinen  zueinander. In: Bananen, Cola, Zeitgeschichte: Oliver Rathkolb und das lange 20. Jahrhundert. Herausgegeben von: Lucile Dreidemy, Richard Hufschmied, Agnes Meisinger, Berthold Molden, Eugen Pfister, Katharina Prager, Elisabeth Röhrlich, Florian Wenninger und Maria Wirth, Böhlau Verlag, Wien 2015, ISBN 978-3-205-20091-8
- Was fehlt. Warum das neue Parlament eine 50-Prozent-Frauenquote und einen Betriebskindergarten braucht. In: Mein Parlament. JournalistInnen und FotografInnen schildern ihre Erinnerungen an die Arbeit im Hohen Haus. Wien-Saarbrücken: Edition Ausblick 2017, ISBN 978-3-903798-60-1
- Am mächtigsten in der Opposition. Die FPÖ in Österreich. In: Ernst Hillebrand (Hrsg.): Rechtspopulismus in Europa. Gefahr für die Demokratie? Dietz Verlag, Berlin 2015, aktualisiert und neu aufgelegt 2017, ISBN 978-3-8012-0467-9.
- Rechts entlang, bitte. Wie die Rechtspopulisten in Österreich die gesamte politische Kultur verändert haben. IPG-Journal, Berlin 2017 (Digitalisat).
- Kurzschluss in Österreich. Die Strategie von ÖVP-Chef Sebastian Kurz, die Rechtspopulisten zu kopieren, ist aufgegangen. IPG-Journal, Berlin 2017 (Digitalisat).

## Auszeichnungen
- 2003: Milena-Jesenská-Stipendium des Instituts für die Wissenschaften vom Menschen (IWM)
- 2011: Prälat-Leopold-Ungar-JournalistInnenpreis in der Kategorie Print
- 2016: Kurt-Vorhofer-Preis. Die Jury hob hervor, dass Tóth in wichtigen politischen Themen wie Migration „journalistische Glanzpunkte gesetzt“ habe. „Mit klaren Positionen habe sie dennoch stets kritische Distanz in der Sache und hohes Differenzierungsvermögen bewiesen. […] Hintergründige Analyse, gepaart mit sprachlicher Brillanz, die soziale Verantwortung immer im Blickfeld, zeichnen die Arbeiten aus. In einer oft hysterisch aufgeheizten Debatte war sie eine wohltuende Stimme journalistischer Vernunft.“[4][5]
- 2025: Concordia-Preis in der Kategorie Pressefreiheit[6]